# Nopaitys
Nopaitys je říčka v Litvě, v Suvalkiji, v okrese Šakiai. Pramení 1 km na jih od vsi Mickai, 15 km na jih od okresního měasta Šakiai. Teče zpočátku na západ, u vsi Žėgliai se stáčí na jih, u vsi Ramoniškiai se stáčí opět na západ, přičemž vytváří mělký oblouk, vypouklý k jihu až ke vsi Būbeliai, kde protéká rybníkem (který je 8 km od ústí), stáčí se na severozápad a tamtéž se ještě křižuje se silnicí č. 138 Šakiai - Kudirkos Naumiestis. Dále se táhlým obloukem stáčí na sever až severovýchod. Do řeky Nova se vlévá 58,9 km od jejího ústí do řeky Šešupė jako její levý přítok.

## Přítoky
- Pravé:

| Hydrologické pořadí | Řeka      | Délka (km) | Povodí (km²) | Vzdálenost od ústí (km) | Ústí kde    | Koordináty ústí |
| ------------------- | --------- | ---------- | ------------ | ----------------------- | ----------- | --------------- |
| 15010681            | Geležupis | 7,5        | 7,8          | 10,8                    | Raugalai    |                 |
| 15010682            | Skardupis | 3,4        | 6,2          | 5,6                     | Bajoraičiai |                 |
| 15010683            | Mockupis  | 6,7        | 9,1          | 4,1                     | Užpjauniai  |                 |

- Levé:

Říčka nemá významnější levé přítoky.

## Přilehlé obce
Mickai, Žėgliai, Ramoniškiai, Raugalai, Rudžiai, Būbleliai, Bajoraičiai, Užpjauniai, Suodžiai, Bukšniai.

## Komunikace, vedoucí přes říčku
Přes Nopaitys vede silnice č. 138 Šakiai - Kudirkos Naumiestis a několik silnic a cest místního významu. Významnějších mostů je celkem sedm.